# Dawood Ibrahim

Dawood Ibrahim (2015)

Dawood Ibrahim (Urdu داوود ابراهيم; geboren am 26. Dezember 1955 im Distrikt Ratnagiri, Maharashtra, Indien, als Dawood Ibrahim Kaskar) ist ein einflussreicher indischer Bandenchef der D-Company mit Verbindungen zu islamistischen Kreisen, der gegenwärtig von Interpol wegen organisierter Kriminalität und Geldfälscherei gesucht wird. Er wurde 2011 auf Platz 59 der Forbes-Liste The World’s Most Powerful People geführt. Er gilt in Sicherheitskreisen als Waffenhändler, Schmuggler, Schleuser, Erpresser, Geldwäscher und -fälscher, Auftragskiller, Finanzier der Bollywood-Filmwelt und wird als „Drogenkönig von Indien“ und „Pate von Mumbai“ bezeichnet.
Ibrahim wird als Haupt-Drahtzieher der Bombenanschläge von Bombay 1993 verdächtigt, bei denen 257 Menschen starben und 713 verletzt wurden.
Ibrahim wird nachgesagt, im Herbst 2010 die vermutete Einschleusung islamistischer Kämpfer nach Deutschland mitorganisiert zu haben.